# St. Wigbert (Großbrembach)

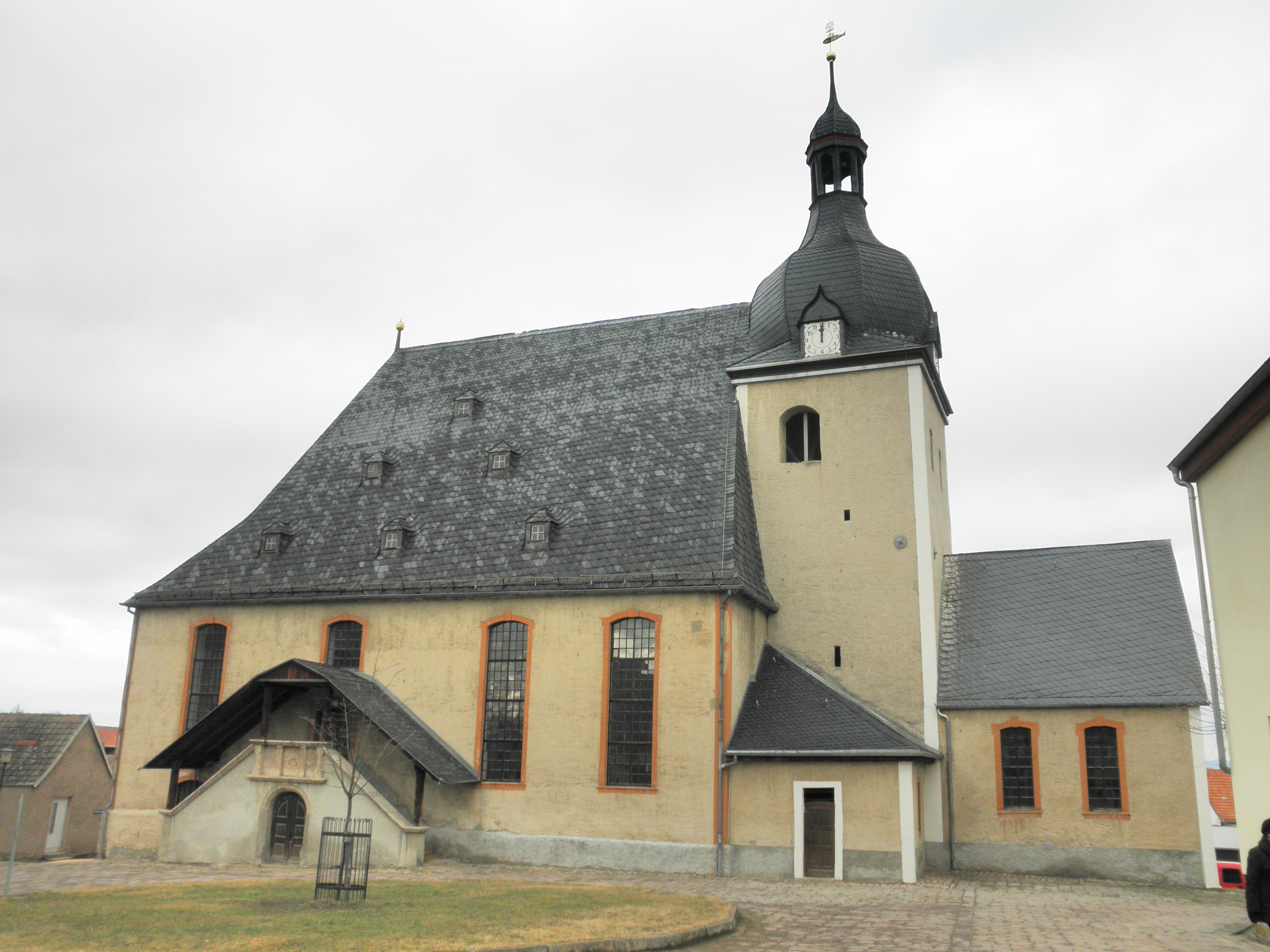
Großbrembach, St. Wigbert

Die evangelisch-lutherische Kirche St. Wigbert steht am Platz der Demokratie 1 in Großbrembach, einem Ortsteil der Landgemeinde Buttstädt im Landkreis Sömmerda in Thüringen. Die Kirchengemeinde Großbrembach gehört zum Kirchenkreis Apolda-Buttstädt der Evangelischen Kirche in Mitteldeutschland.

## Geschichte
Die Ursprünge der Kirche gehen auf das 12./13. Jahrhundert zurück. Damals wurde an dieser Stelle die Kapelle mit einem Chorturm errichtet, die Bonifatius geweiht war. Teile davon sind noch in der alten Sakristei zu sehen. Die Kapelle wurde im 14./15. Jahrhundert durch den Anbau eines Joches des Chors nach Osten erweitert. In diesem Teil steht heute der Altar. Am 29. März 1579 begann der Bau des Langhauses wegen des Zusammenschlusses dreier Gemeinden zu Großbrembach in den heutigen Ausmaßen. Der Chorturm, der älteste Teil der Kirche, wurde 1674 mit einer Haube bedeckt, die eine offene Laterne trägt. Diese Jahreszahl steht auf der Wetterfahne. Die Kirche fiel dem großen Brand vom 31. Januar 1678 zum Opfer. Doch schon am 9. Juli 1679 konnte die Turmkugel wieder aufgesetzt werden. Nach Abschluss der Innenarbeiten wurde die Kirche am 9. Februar 1690 geweiht. Ein weiterer Anbau an der Chorsüdseite erfolgte 1719. Nach einem erneuten Brand wurde in den Jahren 1728/1729 das Kirchenschiff im damals gängigen Baustil des Barock umgestaltet, wovon heute nichts mehr zu sehen ist. Beim Wiederaufbau erhielt das Kirchenschiff ein abgewalmtes Satteldach. Im Jahr 1780 beschädigte ein Feuer erneut die Kirche. 1953 wurde mit umfangreichen Baumaßnahmen begonnen, da die Kirche zu dieser Zeit wegen Baufälligkeit gesperrt war. Am 3. Mai 1996 zerstörte ein Blitz die Laterne des Turms. Nach vier Wochen wurde die Turmkugel samt Wetterhahn wieder aufgesetzt.

## Außenbau
Die geräumige, Wigbert geweihte Hallenkirche hat einen stark eingezogenen Chorturm und einen längsrechteckigen Chor von annähernd gleicher Breite. Der Chor hat an der Ostseite zwei Lanzettfenster. 
Das mächtige Satteldach auf dem Kirchenschiff nimmt dem Chorturm die Höhenwirkung. Der Dachboden wurde bis in das 20. Jahrhundert auch als Bodenspeicher genutzt.

## Kirchenraum
Das gegenwärtige Erscheinungsbild des Kirchenschiffs ist geprägt von Umbauten im Jahr 1674 und Anfang des 18. Jahrhunderts sowie einer purifizierenden Wiederherstellung der Kirche in den 1950er Jahren.
Der hohe und geräumige Kirchenraum ist eine flachgedeckte dreischiffige Halle; sechs schlanke achteckige Pfeiler tragen die beiden Unterzüge der 1674 eingebrachten Kassettendecke. 
Der überdachte, zweiläufige Aufgang zu den Emporen an der Südseite wurde gemäß Inschrift schon 1579 angefügt. Im Unterschied zu den zahlreichen Emporenhallen Mitteldeutschlands werden sie nicht von mit den Deckenpfeilern gestützt, sondern ruhen auf separaten Bügenpfeilern. In den 1950er Jahren wurden sie auf ein Geschoss reduziert und im Süden verkürzt. Zugleich wurde die barocke Kanzel beseitigt. An den Emporen und den Deckenstützen sind Reste aus dem 17. und 18. Jahrhundert vorhanden. In der kreuzgratgewölbten Sakristei wurden Überreste einer um 1500 entstandenen Malerei freigelegt. Unter den wenigen erhaltenen alten Stücken der Kirchenausstattung sind ein achtseitiges Taufbecken aus dem 16. Jahrhundert und ein barockes Kruzifix.
Die Orgel mit 20 Registern, verteilt auf 2 Manuale und Pedal, wurde 1861 von Adalbert Förtsch gebaut und 1960 von Gerhard Kirchner restauriert.